# Krišjānis Berķis
Krišjānis Berķis, latvijski general, * 1884, † 1942.